# Biserica „Sfântul Gheorghe” din Milești
Biserica „Sf. Gheorghe” este o biserică amplasată în Milești, raionul Nisporeni, Republica Moldova. Este un monument arhitectural de importanță națională inclus în Registrul monumentelor Republicii Moldova ocrotite de stat cu nr. 914 (raionul Nisporeni). Datează din 1864.